# Franz Schwimmer

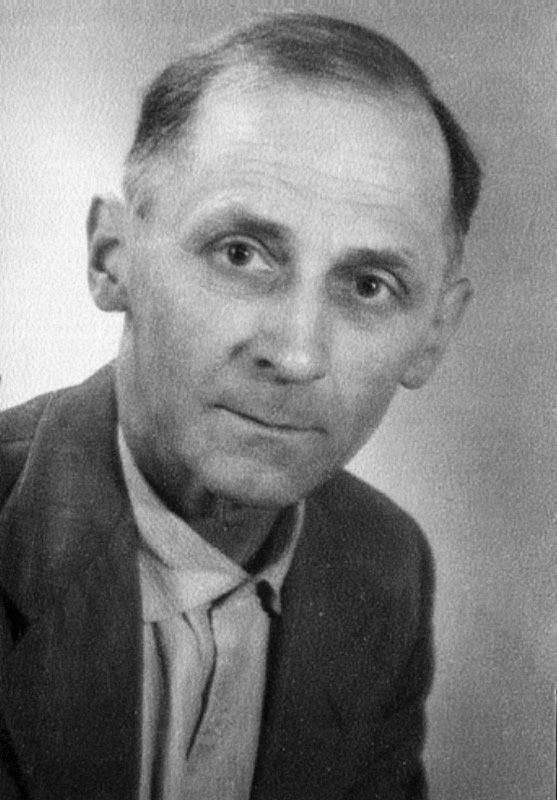
Franz Schwimmer (Siska), um 1949

Franz Schwimmer (ab 1948 Künstlername Siska, * 4. April 1907 in Leipzig; † 27. Januar 1976 ebenda) war ein deutscher Maler und Grafiker.

## Leben
Franz Schwimmer war der Sohn des Bahnbeamten Reinhold Schwimmer. Von 1923 bis 1925 absolvierte er eine Buchbinderlehre und ließ sich anschließend als Gebrauchsgrafiker ausbilden. Nebenher näherte er sich autodidaktisch dem bildkünstlerischen Schaffen. Ab 1925 verband ihn ein enger Kontakt mit seinem zwölf Jahre älteren Cousin, dem Maler Max Schwimmer (1895–1960), der ihn anleitete und künstlerisch förderte, aber den inzwischen Arbeitslosen auch einfache Hilfsarbeiten und Botendienste für sich ausführen ließ. In dieser Zeit erprobte sich Franz in verschiedenen Maltechniken, ergaben sich freundschaftliche und anregende Kontakte zum Kreis der Künstler um Max Schwimmer. Es entstanden auch erste Werke, die nach dem Krieg in Ausstellungen und Publikationen an die Öffentlichkeit gelangten.
1940 wurde Schwimmer zum Wehrdienst einberufen und ab 1941 als Wachsoldat in Polen und der Ukraine stationiert. Auch in dieser Zeit war er künstlerisch tätig, wie Grafiken polnischer Dörfer belegen. Er beteiligte sich auch mit  mehreren Werken an einer Kunstausstellung „Deutsche Künstler sehen das Generalgouvernement“ in Krakau, wie aus einer Rechnung über dort verkaufte Bilder hervorgeht. Die Verfügbarkeit von Farben, Drucktechnik und anderem legt Kontakte zu einer Propagandakompanie der Wehrmacht nahe. Schwimmer geriet in Kriegsgefangenschaft und kam 1947 wieder nach Leipzig.
Hier war er ab 1948 freischaffend tätig. Im gleichen Jahr erschien eine Kunstmappe „Zwölf Leipziger Maler“, in der auch er als Franz Siska vertreten war. Der ehemals gute Kontakt zu Max Schwimmer kühlte ab, da dieser stark kulturpolitisch engagiert war und auch die Kunstauffassungen beider zunehmend divergierten. 1952 wurde Siska Mitglied im Verband Bildender Künstler der DDR. Aber er schwenkte nicht auf die ideologisch geforderte kulturpolitische Linie ein. Nach einer Ausstellung bildender Künstler des Bezirks Leipzig 1953 wurde ihm zusammen mit einigen anderen Künstlern „fragliche Verwendbarkeit“ bescheinigt, aber „Franz Siska unterscheidet sich von ihnen durch außer jedem Zweifel stehendes Können“. Trotz fleißigen Schaffens führte das zur Abkopplung vom offiziellen Kunstbetrieb und zu finanziellen Schwierigkeiten. 1954 heiratete er die Verkäuferin Kläre Richter, die ihn in Notlagen ideell und materiell unterstützte.
Franz Siska starb 1976. Eine zu seinem 70. Geburtstag 1977 vom Museum der bildenden Künste Leipzig veranstaltete Kabinettausstellung konnte er nicht mehr erleben.

## Zitat
Sein Nachbar, Franz Siska, ist die jüngste und künstlerisch reifste Erscheinung der hier benannten zwölf Maler. Er zeigt eine an großen Vorbildern – vor allem Sisly – geschulte Kultur der farblichen Mittel und ein Bemühen um den beziehungsvollen Ausgleich der Massen und der Tonwerte, die bewundernswert sind. Mit sicherem Gefühl und Instinkt betont er die spezifischen Stimmungswerte der Landschaft und führt mit scheuer Gebärde, als wage er, nicht fest zuzugreifen, ja als fürchte er, das Wunder der Erscheinungswelt könne unberührt vergehen, den geschmeidigen Pinsel über die Leinwand. Ueber allem liegt ein zarter, nuancenreicher Schmelz und die Systemlosigkeit des bescheidenen, ganz der Natur verbundenen „schönen Handwerks“.
Hans Kinkel zur Weihnachtsausstellung Leipziger Künstler 1949

## Ausstellungen
- 1943:	„Deutsche Künstler sehen das Generalgouvernement“, Krakau, Polen, Tuchhallen
- 25. Oktober bis 20. November 1948: Ausstellung zeitgenössischer Kunst in der Kunsthandlung Elisabeth Bellak, Leipzig
- 29. November 1948 bis 8. Januar 1949: Ausstellung Leipziger Gegenwartskunst in der Kunsthandlung Bellak
- Dezember 1949: Weihnachtsausstellung Leipziger Künstler im Museum der bildenden Künste
- September 1953: Ausstellung bildender Künstler des Bezirkes Leipzig im Grassimuseum Leipzig
- 15. Januar bis 21. März 1972: 8. Kunstausstellung Bezirk Leipzig, Museum der bildenden Künste
- November–Dezember 1977: Personalausstellung Franz Schwimmer zum 70. Geburtstag im Studiensaal der Graphischen Sammlung des Museums der bildenden Künste Leipzig

## Bildbeispiele

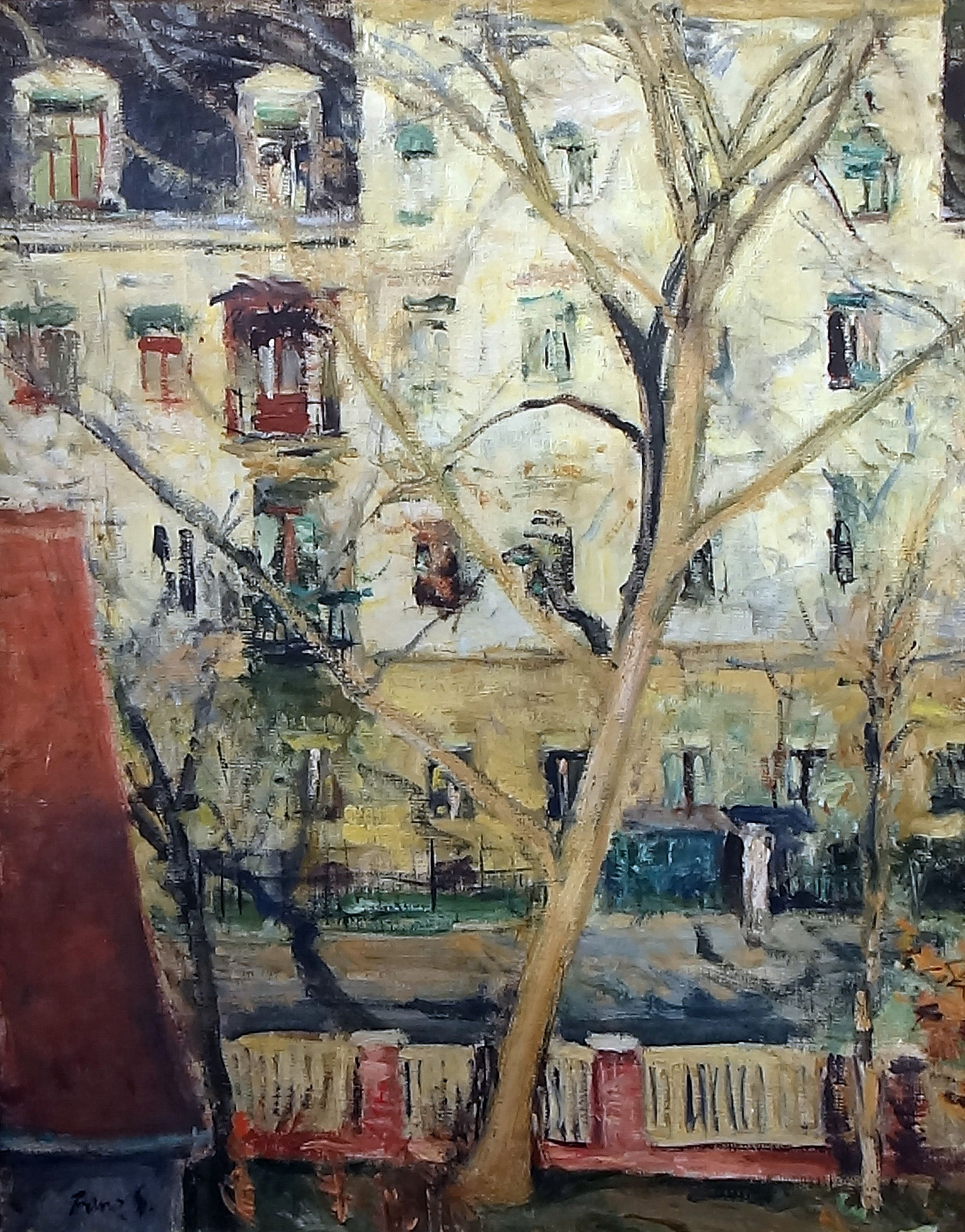
Blumen- / Ecke Lützowstraße in Leipzig (1935)
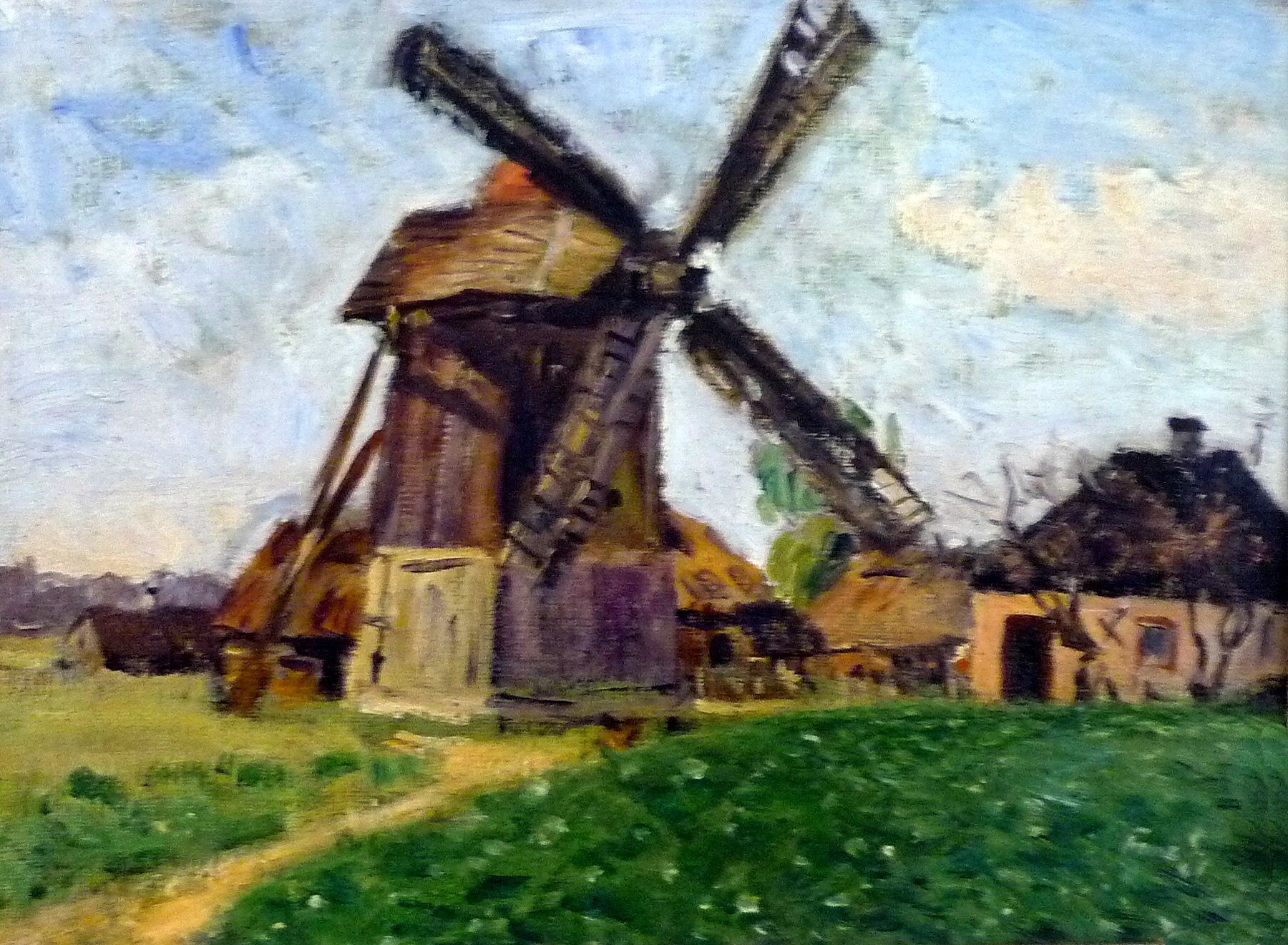
Mühle in Kury in Polen (1941)
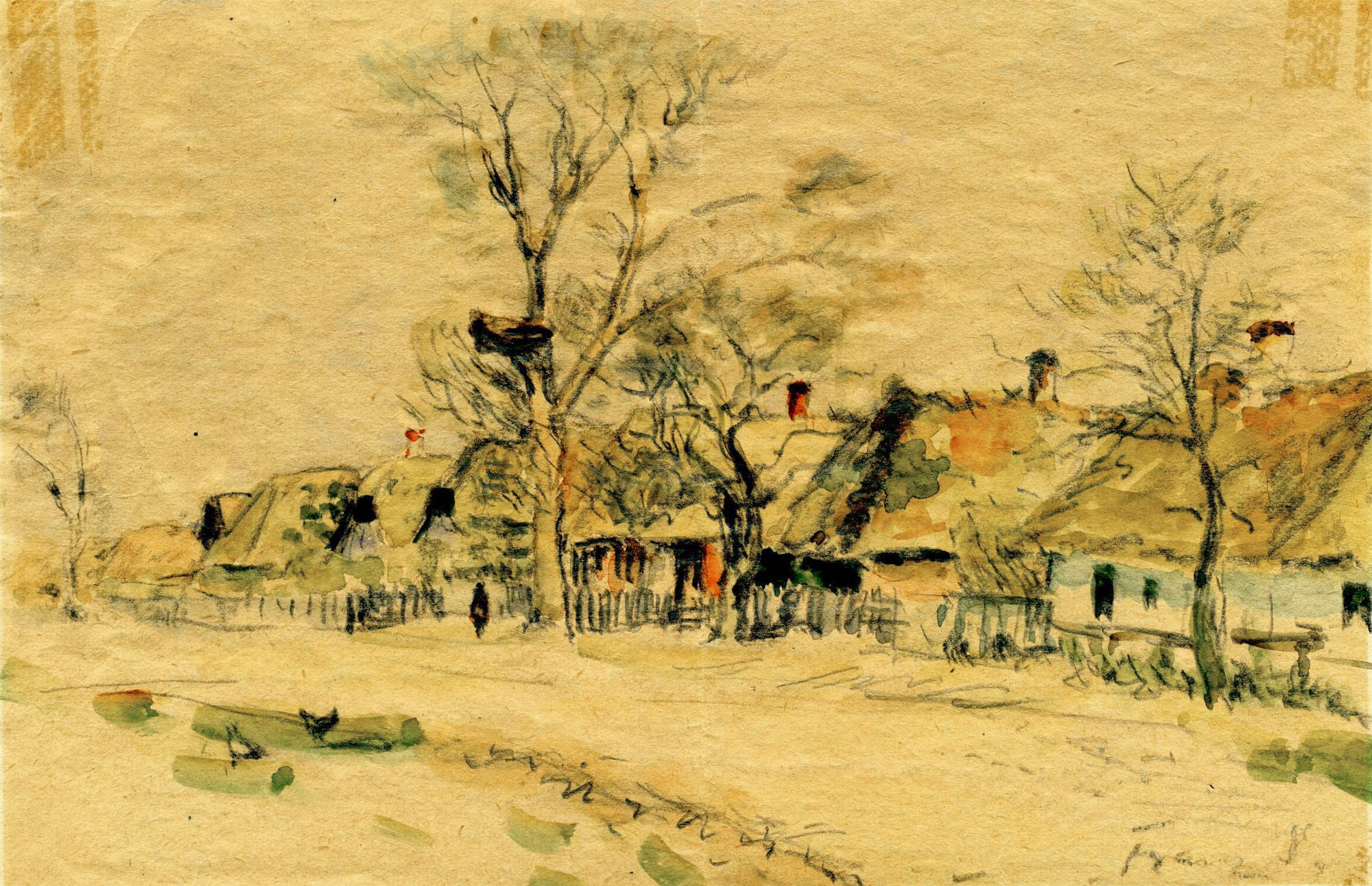
Dorf bei Kursk in Russland (1943)
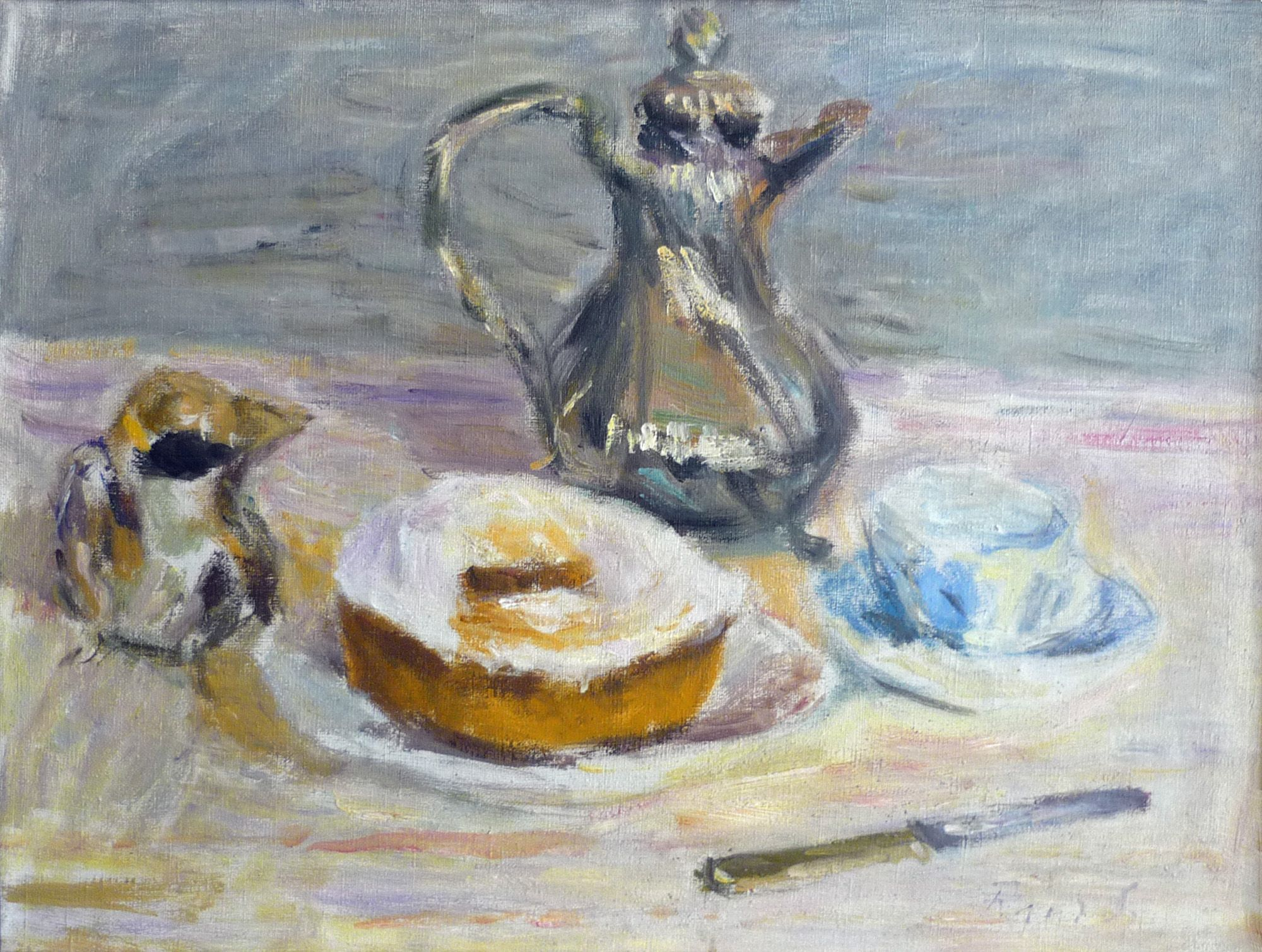
Stillleben mit Silberkanne (1951)
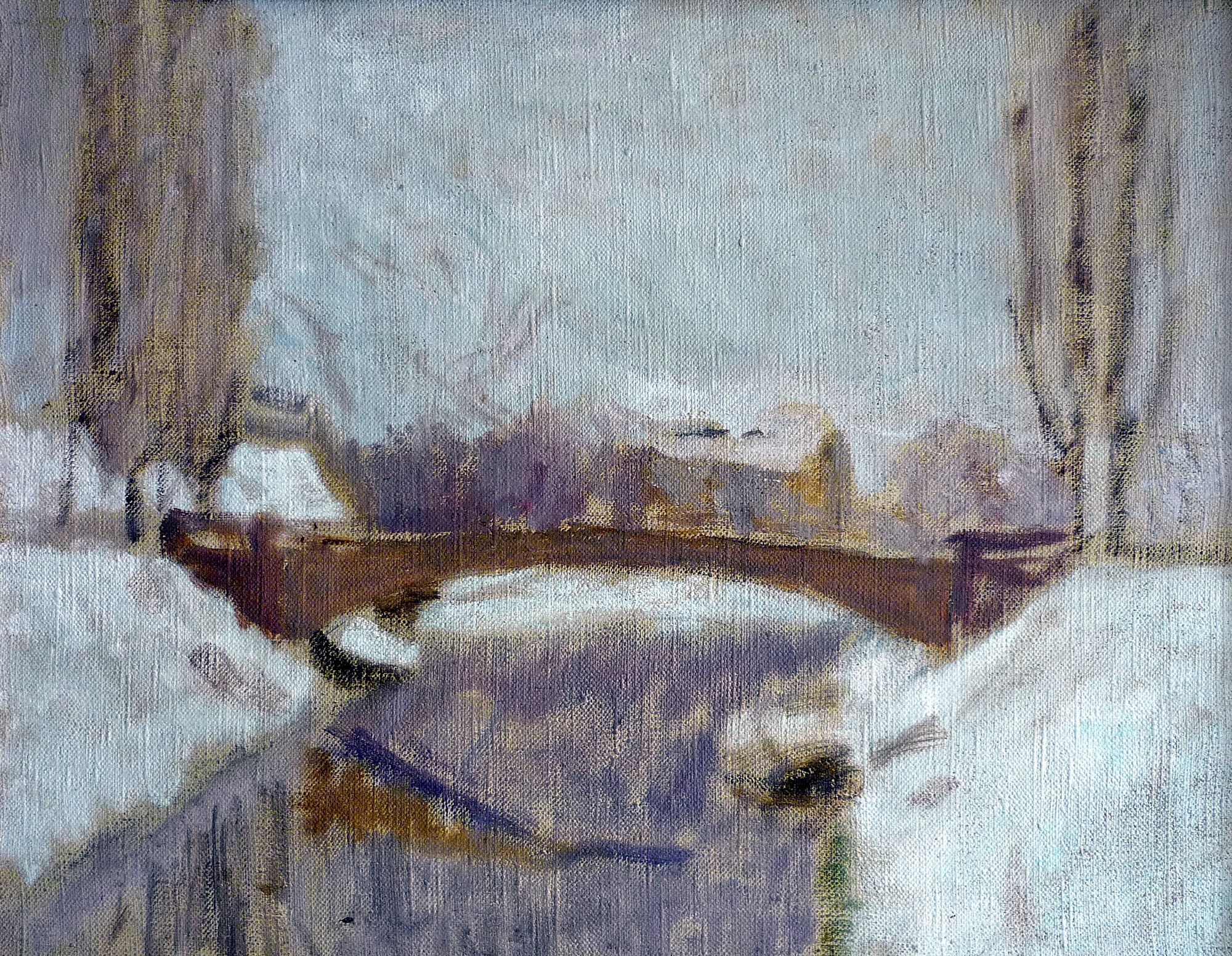
Elsterbrücke bei Leipzig-Großzschocher (1952)
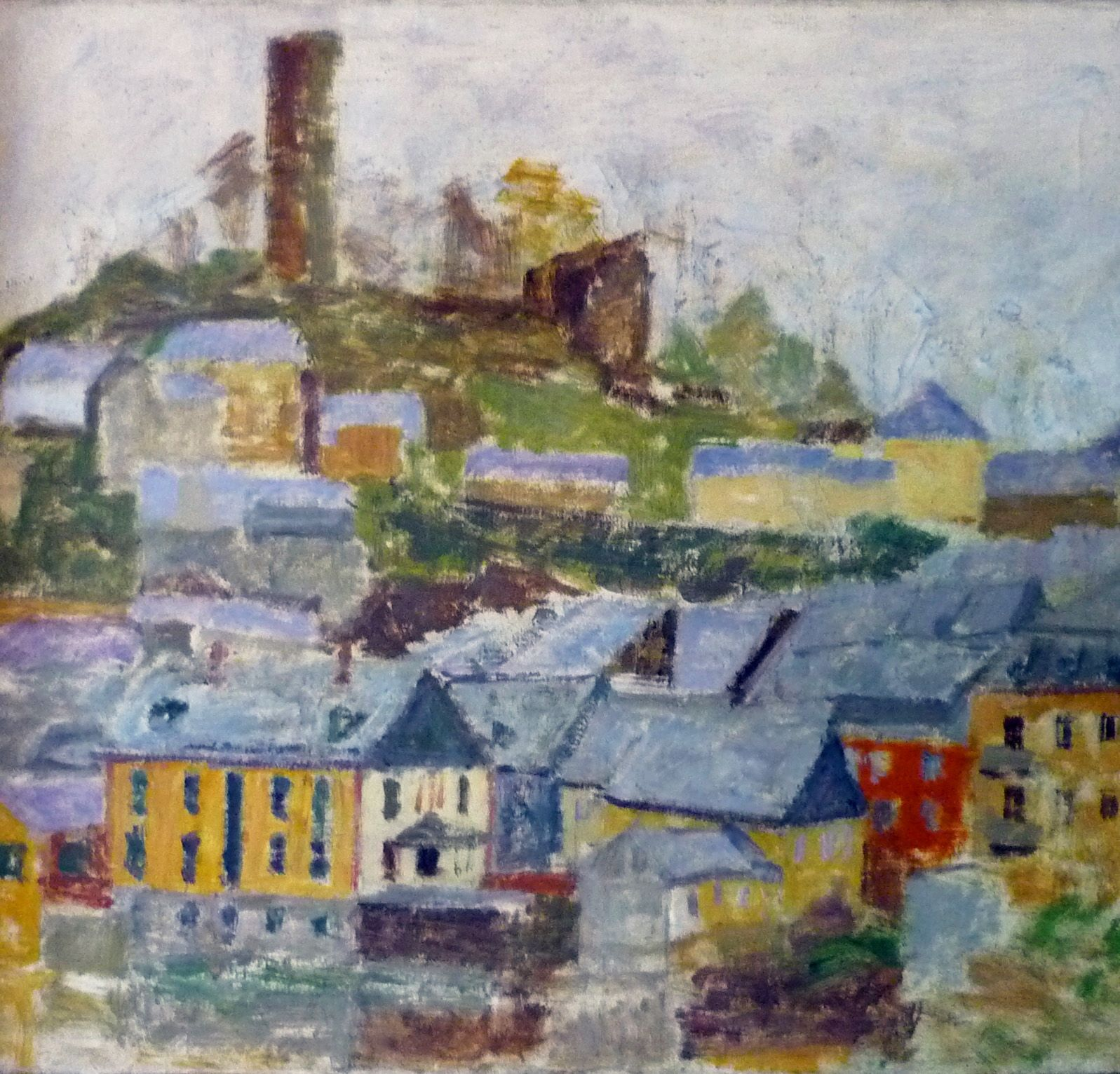
Lobenstein mit Burgruine (1965)